# Super Seria 2009: Göteborg
Super Seria 2009: Göteborg, Grand Prix Szwecji –
indywidualne, trzecie i ostatnie w 2009 r. zawody siłaczy z cyklu Super
Serii.
Data: 5 grudnia 2009

Miejsce: Göteborg  Szwecja
WYNIKI ZAWODÓW:
| Miejsce | Zawodnik              | Kraj              | Punkty |
| ------- | --------------------- | ----------------- | ------ |
| 1.      | Brian Shaw            | Stany Zjednoczone | 27,5   |
| 2.      | Stojan Todorczew      | Bułgaria          | 27,25  |
| 3.      | Jason Bergmann        | Stany Zjednoczone | 25,5   |
| 4.      | Krzysztof Radzikowski | Polska            | 23,25  |
| 5.      | Terry Hollands        | Anglia            | 22,75  |
| 6.      | Nick Best             | Stany Zjednoczone | 18     |
| 7.      | Johannes Årsjö        | Szwecja           | 13     |
| 8.      | Dave Ostlund          | Stany Zjednoczone | 9,5    |
| 9.      | Richard Skog          | Norwegia          | 9      |
| 10.     | Peter Rundberg        | Szwecja           | 6,75   |
| 11.     | Kalle Lane            | Szwecja           | 6      |
| 12.     | Grzegorz Szymański    | Polska            | 4,75   |